# Lady Helen's Escapade
Pour plus de détails, voir Fiche technique et Distribution.
Lady Helen's Escapade est un court métrage américain produit en 1909 et réalisé par D. W. Griffith. 
Le film raconte les escapades de Lady Helen travaillant comme domestique dans une pension de famille.
En 2004, le film a été jugé "important sur le plan culturel, historique ou esthétique" par la Bibliothèque du Congrès des États-Unis et sélectionné pour le National Film Registry

## Distribution
- Florence Lawrence : Helen
- Mack Sennett
- Herbert Prior
- Vivian Prescott
- Owen Moore